# Total War
A Total War egy számítógépes stratégiai játéksorozat, amit a Creative Assembly nevű cég fejleszt. A játék egyesíti a körökre osztott, erőforrás menedzselő, stratégiai játékokat a valós időben irányítható játékokkal. A sorozat első játéka a Shogun: Total War volt, és 2000-ben jelent meg. A legutóbbi alapjáték a Total War: Warhammer, amit 2016. május 24-én adtak ki.
A sorozathoz számos, rajongók által készített módosítás (mod) készült, például az Europa Barbarorum, vagy a Roma Surrectum, amelyek igyekszik a történelmi hűséget megjeleníteni, de léteznek fantasy módosítások is, mint például a Third Age: Total War, amely a Gyűrűk Ura történetein alapszik.

## Játékok
| Cím                       | Megjelenési dátum                | Operációs rendszer              | Kiegészítő(k) | Alapjáték és kiegészítő közös kiadása                      | Total War: Eras | Total War Anthology | Total War Collection | Empire és Napoleon: Total War: Az év játéka kiadás |
| ------------------------- | -------------------------------- | ------------------------------- | --- | ---------------------------------------------------------- | --------------- | ------------------- | -------------------- | -------------------------------------------------- |
| Shogun: Total War         | 2000, 2001                       | Windows                         | Mongol Invasion | Warlord kiadás, Gold kiadás                                | Igen            | Igen                | Nem                  | Nem                                                |
| Medieval: Total War       | 2002, 2003                       | Windows                         | Viking Invasion | Gold kiadás                                                | Igen            | Igen                | Nem                  | Nem                                                |
| Rome: Total War           | 2004, 2005, 2006 2010 (Mac OS X) | Windows, Mac OS X (Gold kiadás) | Barbarian Invasion, Alexander | Gold kiadás (RTW+BI), Rome: Total War Anthology (RTW+BI+A) | Igen            | Igen                | Igen                 | Nem                                                |
| Medieval II: Total War    | 2006, 2007                       | Windows                         | Kingdoms | Gold kiadás                                                | Nem             | Igen                | Igen                 | Nem                                                |
| Empire: Total War         | 2009                             | Windows, Mac OS X               | The Warpath Campaign, Various "Elite Units packs" (Online) | Gold kiadás                                                | Nem             | Igen                | Igen                 | Igen                                               |
| Napoleon: Total War       | 2010                             | Windows                         | The Peninsular Campaign, Imperial Guard Pack (Online) | Gold kiadás                                                | Nem             | Nem                 | Igen                 | Igen                                               |
| Total War: Shogun 2       | 2011, 2012                       | Windows                         | Rise of the Samurai, Fall of the Samurai | Gold kiadás                                                | Nem             | Nem                 | Igen                 | Nem                                                |
| Total War Battles: Shogun | 2012 (iOS) (Android)             | iOS, Android                    | N/A | N/A                                                        | Nem             | Nem                 | Nem                  | Nem                                                |
| Total War: Rome II        | 2013                             | Windows                         | Caesar in Gaul, Hannibal at the Gates, Imperator Augustus, Wrath of Sparta | Emperor kiadás                                             | Nem             | Nem                 | Igen                 | Nem                                                |
| Total War: Attila         | 2015                             | Windows, Mac OS X, Linux        | The Last Roman, Age of Charlemagne | Speciális kiadás                                           | Nem             | Nem                 | Nem                  | Nem                                                |
| Total War: Warhammer      | 2016                             | Windows, Mac OS X, Linux        | N/A | High King kiadás                                           | Nem             | Nem                 | Nem                  | Nem                                                |
| Total War: Warhammer II   | 2017                             | Windows, Mac OS X, Linux        | Steps of Isha, Blood for the Blood God II, Mortal Empires, Tretch Craventrail, Rise of the Tomb Kings Alith Anar, The Queen and the Crone, Lokhir Fellheart, Curse of the Vampire Coast | N/A                                                        | Nem             | Nem                 | Nem                  | Nem                                                |

### Shogun: Total War
A Shogun: Total War a feudális Japánba visz el minket, amit szengoku dzsidai néven is neveznek a Japán történelemben. Ez az időszak a 15. századtól a 17. századig tartott, ekkoriban az ország klánjai igyekeztek hatalmukat kiterjeszteni, és megszerezni az országban a vezetést. Az egyjátékos módban a játékos az egyik ilyen klánt vezeti, és a feladata a japán világ meghódítása, és a Sógun pozíció megszerzése. A játék nem lett azonnal a fősodorba (mainstream) tartozó játékok tagja, de létrehozta a saját rajongói bázisát. A játékhoz megjelent egy kiegészítő is, Mongol Invasion címen, ami először a Warlord Edition kiadásban jelent meg.

### Medieval: Total War
A Medieval: Total War játék a középkori Európába visz el minket. A kiegészítőjét Viking Invasion címen adták ki, az alapjátékkal közös kiadását pedig Battle Collection címen adta ki a cég. A sorozat egyik legkelendőbb tagjává vált. A Medieval: Total War sajnos nem kompatibilis az újabb operációs rendszerekkel, még compatibility módban sem, egy videókártya probléma miatt.

### Rome: Total War
A Rome: Total War a Római Köztársaság idejébe kalauzol minket, i. e. 270-től, i. sz. 14-ig. Ez volt a sorozatban az első olyan játék, ahol az egységekkel szabadon lehetett mozogni a térképen, szemben a korábbi verziókban lévő "provinciákhoz" kötött mozgással.
2005. szeptember 27-én jelent meg a játék első kiegészítője, Barbarian Invasion címen, amely a Római Birodalom végnapjait mutatja be, a 363-tól 476-ig tartó időszakban.
A Rome: Total War Gold kiadás, tartalmazta a korábbi alapjátékot a legutóbbi frissítésekkel és az első kiegészítőjével. A kiadás egy DVD lemezen jelent meg (a korábbi 3 CD lemez helyett), és 2006. február 14-én jelent meg.
Egy Mac verziója is megjelent a játék ezen kiadásának, amit a Feral Interactive készített el, ez a változat 2010. február 12-én jelent meg.
2006. június 16-án a Creative Assembly újabb, letölthető kiegészítőt készített a Rome: Total War-hoz, Alexander címmel. Amely 2006. július 19-én kereskedelmi forgalomban is megjelent. Ez a kiegészítő Nagy Sándor hadjáratait mutatja be.
Az alapjáték és a két kiegészítője később közös kiadásban is megjelent 2007. március 16-án, Rome: Total War Anthology címen.

### Medieval II: Total War
A 2006. november 10-én megjelent Medieval II: Total War lényegében a Medieval: Total War játék folytatása. A játékban 1080-tól 1530-ig vezethetünk hadjáratokat Európán kívül Észak-Afrikába, a Közel-Keletre, valamint Dél-Amerikába a középkori haditechnikát segítségül hívva. A játékban a háborúk mellett a diplomácia is nagyon fontos elemet képez és elengedhetetlen a győzelemhez.
A játék kiegészítő csomagja, a Kingdoms 2007. március 30-án lett bejelentve. és 2007. augusztus 28-án jelent meg. A kiegészítő négy kisebb kampányt tartalmaz: A Brit kampány, ami 1258-ba kalauzol el minket a Brit-szigetekre, III. Henrik uralkodásának idejébe; a Keresztes kampány, ami a Közel-keletre visz el minket, 1174-be; a Teuton kampány, ami a balti régióba visz el minket, 1250-be; és az Amerika kampány, ami az Új Világba visz el minket 1521-be, az Azték és Maya civilizáció hanyatlásának idejébe.
A Gold Kiadás, ami az alapjátékot és a kiegészítőt tartalmazza, 2008. február 1-jén jelent meg.

### Empire: Total War
Az Empire: Total War játékot 2007. augusztus 22-én jelentette be a Sega, amit titokban fejlesztettek a Barbarian Invasion megjelenése óta. A játék a 18. századba kalauzol el minket, az ipari forradalom korába, amikor Amerika a függetlenségéért küzd, és India gyarmatosítása zajlik. A sorozatban először lehetett a tengeri csatákat lejátszani, valós 3d nézetű csatatéren. Az Empire: Total War 2009. március 3-án jelent meg Észak-Amerikában és március 4-én Európában.
A kiegészítő csomag, az Empire: Total War: Warpath, 2009 októberében jelent meg.
A sorozat tagjai közül ez volt az első, ami használta a Steam.

### Napoleon: Total War
A Napoleon: Total War, elődeihez hasonlóan elsősorban a politikára és a hadjáratokra összpontosít, ezúttal a napóleoni háborúk idején. A játékos választhat Franciaország, valamint a koalíció hatalmai (Nagy-Britannia, Ausztria, Poroszország, Oroszország) közül. Mint az Empire: Total War esetében is, itt is beépítettek egy külön kampányt, melyben I. Napóleon felemelkedése követhető nyomon.
Egy második, letölthető kampány jelent meg később "Peninsular campaign" címen, amiben a játékos az Ibériai-félszigeten vezetheti seregeit Franciaország, Spanyolország vagy Nagy-Britannia színeben.

### Total War: Shogun 2
A Total War: Shogun 2 játék 2011. március 15-én jelent meg. A sorozat első játékához, a Shogun: Total Warhoz hasonlóan a 16. századi Japánban játszódik a szengoku dzsidai időszakában, ahol a játékos feladata az egyik klán vezetésével egyesíteni Japánt és sógunná válni.
A Total War: Shogun 2: Fall of the Samurai egy egyedül is működő kiegészítő a Total War: Shogun 2 játékhoz, ami 2012 márciusában jelent meg. A játék a 19. századba kalauzol el minket, a Császár és a Sógunátus közötti konfliktus idejébe.

### Total War Battles: Shogun
A Total War Battles: Shogun játék 2012. április 20-án jelent meg iOS platformra. A játékot Android platformra is tervezik kiadni. A játék a valós idejű stratégiát próbálja ötvözni az építkezős játékokkal. A harcrendszer hatszög alapú mozgáson alapul, és tartalmaz egy "Bushido" nevű kódot, amiben a seregek csak előrefelé mozoghatnak, és soha nem hátrálnak meg.

### Total War: Rome II
A Total War: Rome II 2013. szeptember 3-án jelent meg. A játék ismét Rómába kalauzol el minket, akárcsak előde. Célunk ismét az, hogy elfoglaljuk Európát, azonban ebben a részben már nem kell tartanunk a polgárháborútól, ugyanis egész Róma a kezünkben van.
A játékhoz több kampány kiegészítő is kijött, mint például a Caesar in Gaul, a Hannibal at the Gates vagy az Imperator Augustus.
Emellett kijött több olyan kiegészítő is, ami népeket oldanak fel. (Greek States, Nomadic Tribes, Pirates and Raiders)
Kijöttek továbbá olyan kiegészítők is, amelyek a játékélmény fokozásáért voltak felelősek. (Blood & Gore, Beasts of War, Wonders & Seasons, Daughters of Mars)